# Flotylla Straży Granicznej
Flotylla Straży Granicznej – istniejąca od 23 czerwca 1932 do 10 września 1939 jednostka organizacyjna Straży Granicznej. Wyposażona w  kuter pościgowy „Batory” i trzy motorówki patrolowe „Kaszub”, „Mazur” i „Ślązak”, zajmowała się ochroną granicy morskiej II RP. W 1937 „Ślązak” został przeniesiony na Wisłę w okolice Gniewu. 1 września 1939 zmobilizowana Flotylla została podporządkowana dowódcy  Rejonu Umocnionego Hel kmdr. Włodzimierzowi Steyerowi i wzięła udział w obronie wybrzeża. 10 września Flotylla Straży Granicznej została rozwiązana, a załogi i uzbrojenie z jednostek przeniesiono na ląd.

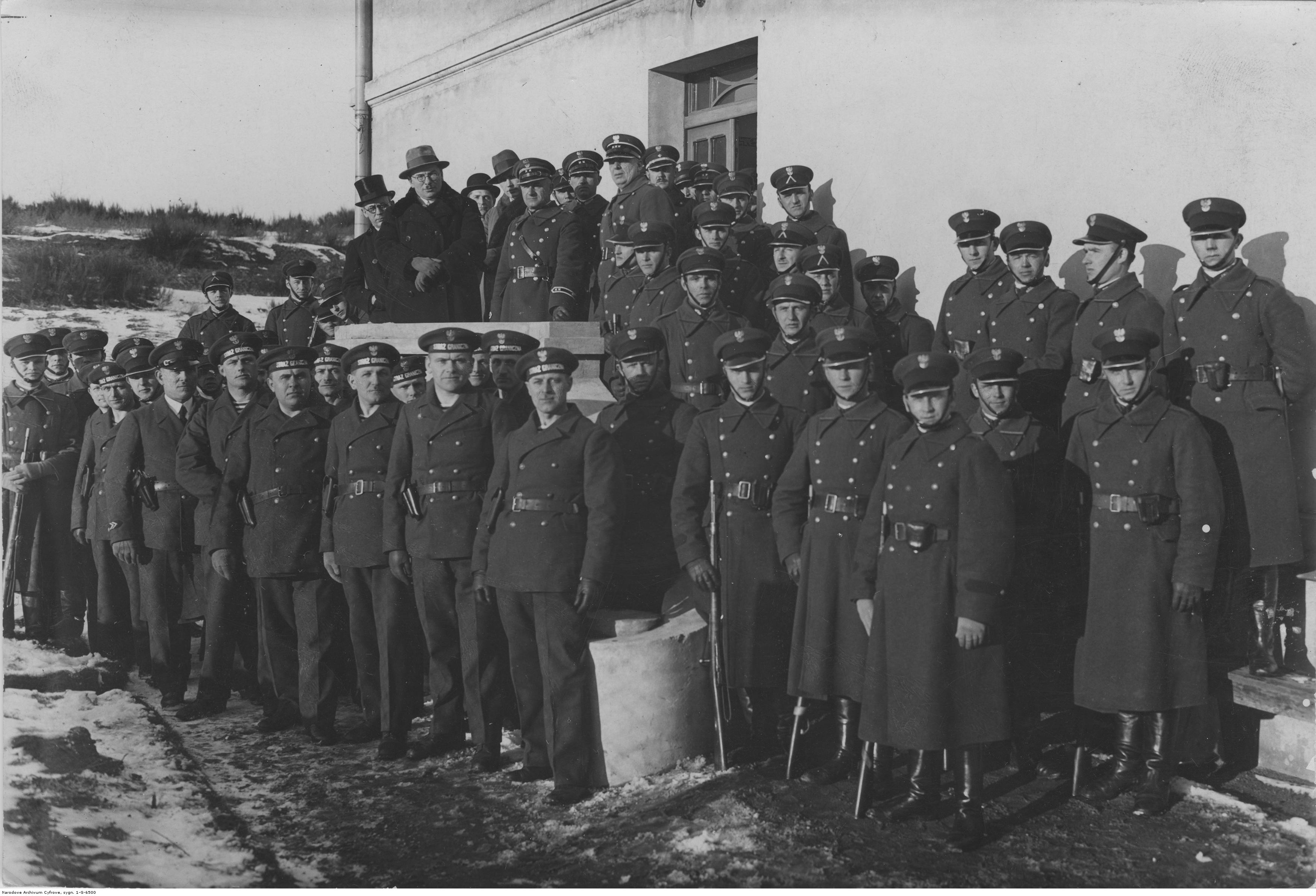
Wizyta wojewody Stefana Kirtiklisa w Straży Granicznej w Gdyni. Funkcjonariusze Flotylli SG wyróżniają się odmiennym umundurowaniem i są uzbrojeni w pistolety

## Geneza
Straż Graniczna II RP została utworzona w 1928 roku. Ochrona granicy morskiej należała do zadań Pomorskiego Inspektoratu Okręgowego SG, którego kierownik zlecił to zadanie Inspektoratowi Granicznemu SG w Gdyni, który został utworzony w maju 1928. Wyposażono go w tym celu w kuter żaglowo-motorowy Strażnik I, przejęty od Straży Celnej. Działania kontrolne prowadził on głównie na redzie portu w Gdyni a w razie sprzyjającej pogody raz w tygodniu odbywał rejs patrolowy wzdłuż granicy. Nie stanowiło to istotnej przeszkody dla kwitnącego przemytu drogą morską. 
W tej sytuacji w 1930 Straż Graniczna podjęła decyzję o budowie nowoczesnych jednostek pływających dla potrzeb zwalczania przemytu: kutra pościgowego Batory i trzech motorówek patrolowych. Komendant Straży Granicznej płk Jan Jur-Gorzechowski planował, że jednostka pościgowa zostanie wybudowana we współpracy ze stoczniami włoskimi, w oparciu o ich projekt. Przewidywano, że w Stoczni Modlińskiej powstanie kadłub, a Włosi go wyposażą. Ostatecznie jednak zdecydowano się na polski projekt, wykonany przez inż. Aleksandra Potyrałę. Projektantem motorówek został inż. Jerzy Cwingmann. 
Wszystkie te jednostki zamówiono w Państwowych Zakładach Inżynierii i wybudowano w latach 1930-1932 w zarządzanej przez nie Stoczni Modlińskiej.
Budowa motorówek trwała do końcowych dni marca 1931, a większego i dużo trudniejszego technologicznie kutra pościgowego do 7 maja 1932. 
Kutrowi pościgowemu nadano nazwę „Batory”, a motorówki nazwano „Kaszub”, „Mazur” i „Ślązak”. Po przeprowadzeniu prób odbiorczych, 23 czerwca 1932 wszystkie te jednostki zostały przekazane Pomorskiemu Inspektoratowi Okręgowemu SG, a następnie decyzją jego komendanta inspektora SG Wiktora Dunin-Wąsowicza weszły w skład Flotylli Straży Granicznej, która została z tym dniem powołana do życia. Jej komendantem został podkomisarz Marian Filipowicz. Nowa jednostka stacjonowała w porcie rybackim Hel. Koszt budowy wszystkich czterech jednostek Flotylli wyniósł łącznie około 1,5 miliona złotych.

## Jednostki Flotylli

### „Kaszub”, „Mazur” i „Ślązak”
Motorówki miały kadłub konstrukcji stalowej, pełnopokładowy, z kabiną przewidzianą dla składającej się z czterech funkcjonariuszy załogi.
Wyporność wynosiła ok. 13 ton, przy długości 14 metrów, szerokości 3,10 metra i zanurzeniu 0,85 metra. 
Każda z nich pierwotnie była uzbrojona w dwa ciężkie karabiny maszynowe Maxim wz.08 kalibru 7,62 mm na trójnożnych, składanych podstawach morskich, po jednym na dziobie i rufie. Umożliwiały one prowadzenie ognia do celów powietrznych i nawodnych. W 1937 „Ślązak” został dodatkowo uzbrojony w działko 37 mm, które wraz z amunicją udostępniła Marynarka Wojenna.
Napęd stanowił jeden silnik benzynowy o mocy 225 koni mechanicznych, napędzający jedną śrubę. Prędkość maksymalna wynosiła niecałe 13 węzłów. 

### „Batory”
Kadłub kutra został zaprojektowany w technologii mieszanej stalowo-duraluminiowej, obły z obniżonym pokładem rufowym. Długość konstrukcyjna wynosiła 23 m, natomiast długość całkowita 23,6 m (21,2 m). Szerokość maksymalna 3,6 m, a zanurzenie całkowite 1 m (1,1-1,35 m). Wyporność konstrukcyjna wynosiła 25 ton. 
Napęd stanowiły dwa silniki pościgowe: dwunastocylindrowe gaźnikowe jednostki o mocy po 550 KM oraz marszowy sześciocylindrowy silnik wysokoprężny o mocy 175 KM; każdy z silników napędzał własną śrubę. Szybkość maksymalna kutra wynosiła 24,3 lub 24,85 węzła, natomiast szybkość marszowa 11 lub 12 węzłów. Zasięg pościgowy wynosił ok. 145 mil morskich, na silniku marszowym 264 mile morskie. 
„Batory” był uzbrojony w dwa ciężkie karabiny maszynowe Maxim wz.08 kalibru 7,62 mm na trójnożnych podstawach, analogicznych do tych na motorówkach. W części dziobowej znajdowało się wzmocnienie, pozwalające na zainstalowanie na pokładzie działka morskiego niewielkiego kalibru, do czego jednak nigdy nie doszło.
W 1933 „Batory” przeszedł remont, w trakcie którego wymieniono korodujące w kontakcie ze słoną wodą elementy duraluminiowe  na stalowe, wprowadzając przy okazji kilka innych modyfikacji. Po remoncie wzrosła jego wyporność i stracił nieznacznie na prędkości.

## Służba w okresie przedwojennym
Flotylla realizowała w swoim działaniu rozporządzenie Ministra Skarbu, wydane 4 marca 1932 w porozumieniu z Ministrem Spraw Wewnętrznych, „O ochronie wybrzeża morskiego przez organy Straży Granicznej". Zgodnie z nim, SG miała zapobiegać bezprawnym przekroczeniom granicy morskiej i ścigać ich sprawców, zapobiegać opuszczeniu portu przez statki zatrzymane decyzją uprawnionych władz, kontrolować na morzu jednostki poniżej 10 BRT, a także zatrzymywać i rewidować statki większe na polecenie władz administracyjnych lub w razie stwierdzenia jawnego naruszenia prawa obowiązującego na wodach terytorialnych. W razie próby ucieczki zatrzymanego lub wezwanego do zatrzymania statku miał on być ścigany, zatrzymany i doprowadzony do polskiego portu. Rozporządzenie dawało SG prawo użycia broni wobec jednostek nie podporządkowujących się poleceniu zatrzymania. Wobec jednostek wojennych swoich i obcych SG nie miała prawa interwencji, a tylko złożenia meldunku władzom wojskowym i celnym. 
Na podstawie tego rozporządzenia oraz innych, regulujących działanie SG oraz użycie broni przez służby państwowe, wydano instrukcję dla SG, określającą formy pełnienia służby przez jej jednostki morskie: dozory, rejsy patrolowe, pościgi i konwojowanie. Dalej określone zostały w niej: tryb postępowania w czasie kontroli, sposób współdziałania z lądowymi organami kontroli granic oraz warunki użycia broni.
Jednostki Flotylli formalnie były niewojennymi statkami państwowymi i nosiły banderę Polskiej Marynarki Handlowej, a na maszcie w czasie służby flagę z godłem Ministerstwa Skarbu w postaci żółtego symbolu laski Merkurego na białym tle. W nocy oznakowane były na służbie dwoma fioletowymi światłami na maszcie, ustawionymi pionowo nad sobą w odległości 1 metra.
Umundurowanie załóg odpowiadało krojem mundurom marynarskim, ale było wykonane z materiału w kolorze khaki. Na otokach czapek służbowych (latem obowiązywał kolor biały) funkcjonariusze mieli napis srebrny "STRAŻ GRANICZNA" na ciemnozielonej szerokiej wstążce.
Personel Flotylli rekrutowano głównie z podoficerów rezerwy marynarki wojennej, których w związku z tym szkolono przede wszystkim w zakresie przepisów o ruchu granicznym, celnych i paszportowych, towaroznawstwa, obsługi broni i strzelania (pistolety, karabiny, karabiny maszynowe), sygnalizacji oraz walki wręcz. 
Pierwsza załoga „Batorego” składała się z 9 funkcjonariuszy SG: komendantem kutra był przodownik SG Marcin Chmielewski, I motorzystą starszy przodownik SG Stanisław Borowik, II motorzystą starszy strażnik SG Józef Lis, radiotelegrafistą st. sierż. J. Koźnicki, sternikiem strażnik SG J. Kierzek, kwatermistrzem strażnik SG J. Stawiński, a pokładowymi strażnicy SG S. Trepała, J. Borzyński i P. Ziemian. W późniejszym okresie Stanisław Borowik awansował na kierownika maszyn, sternikiem został Stefan Stankiewicz, II sternikiem-sygnalistą August Biskupski, II motorzystą strażnik SG Roch Kaźmierczak, radiotelegrafistą kolejno Stanisław Lis i Władysław Skuła.
Załogi motorówek składały się z trzech funkcjonariuszy: komendanta, sternika i motorzysty-mechanika. Na „Kaszubie” tworzyli ją Ignacy Lipiecki, Stanisław Dziedzic i Ludwik Teichert, na „Mazurze” Jan Majewski, Leon Korwatowicz i Stanisław Leszczyński  a na „Ślązaku” Franciszek Lisiecki, Józef Walkowski i Józef Piotrowski.  
Flotylla stacjonowała w porcie rybackim Hel. Motorówki pełniły przede wszystkim służbę patrolową na wodach Zatoki Gdańskiej, ze szczególnym uwzględnieniem red portów Gdyni i Gdańska. „Batory” wychodził z Helu na patrole, dozorując polskie wody terytorialne od strony pełnego morza. W lecie zazwyczaj pływał nocą, a w dzień brał udział zwykle tylko w akcjach pościgowych i interwencyjnych. Bywało jednak i tak, że w razie interwencji wobec naruszających polskie wody kutrów rybackich akcję podejmowała cała Flotylla i w efekcie zatrzymywano ich jednorazowo nawet kilkanaście.   
Jednym z sukcesów „Batorego” było zatrzymanie w 1936 motorówki „Margit”, szmuglującej kilka skrzyń pistoletów. 
Braki środków finansowych negatywnie odbijały się na sprawności technicznej motorówek, w których nie wymieniano zużytych silników, co powodowało ich przestoje. Okresami tylko „Batory” pozostawał aktywny. Dopiero w 1937 wzrost przemytu dewiz wymusił przywrócenie motorówkom pełnej sprawności. 
W 1937 „Ślązak” został przeniesiony na dolną Wisłę i przekazany komisariatowi Straży Granicznej w Gniewie. Nie brał on później udziału w działaniach reszty Flotylli.
W ostatnim okresie przed wybuchem wojny rosnąca liczba naruszeń granicy przez niemieckie wojskowe jednostki pływające i latające wymusiła zwiększony zakres współpracy między Flotyllą SG a Marynarką Wojenną.
Ocenia się, że działania Flotylli SG nie doprowadziły do likwidacji przemytu drogą morską, ale jednak ograniczyły jego rozmiar. 
Oprócz zadań ściśle związanych z ochroną granic, okręty flotylli spełniały też sporadycznie inne zadania, od bardzo oficjalnych do bardzo nieoficjalnych.
Niedługo po wcieleniu do służby „Batorego” zaprezentowano prezydentowi RP Ignacemu Mościckiemu, który odbył nim przejażdżkę. 
W sierpniu 1936 inspekcję na „Batorym” przeprowadził prezes Rady Ministrów Felicjan Sławoj Składkowski, odznaczając Brązowym Krzyżem Zasługi członka załogi starszego przodownika Stanisława Borowika.
Przykładem doraźnej współpracy Flotylli SG z Marynarką Wojenną była sytuacja z 1935, gdy „Batory” przewiózł z Helu do szpitala w Gdyni oficera marynarki, ciężko ranionego w trakcie ćwiczeń, za co później kontradmirał Jerzy Świrski dziękował listownie Komendantowi SG.
Wiosną 1939 „Batory” przewiózł do szpitala położniczego w Gdyni rodzącą żonę jednego ze swoich członków załogi.

## Służba w II wojnie światowej
Rozporządzenia Prezydenta Rzeczypospolitej z 23 grudnia 1927 roku o granicach państwa oraz z 22 marca 1928 roku o Straży Granicznej przewidywały, że w przypadku częściowej lub całkowitej mobilizacji Straż Graniczna miała stać się częścią sił zbrojnych. Na mocy tych przepisów 24 sierpnia 1939 Flotylla SG została zmobilizowana i wcielona do Marynarki Wojennej. 1 września podporządkowana ona została dowódcy Rejonu Umocnionego Hel kmdr. Włodzimierzowi Steyerowi. 
„Mazur” i „Kaszub” już 1 września, stacjonując w porcie rybackim na Helu, wzięły udział w odparciu nalotu 28 bombowców nurkujących Ju-87. Następnego dnia również brały udział w obronie przeciwlotniczej ogniem swych karabinów maszynowych. Były też wykorzystywane do zadań pomocniczych. 
„Batory” był wykorzystywany do przewożenia rannych (3 września wiózł rannych z 3 Szpitala Polowego Marynarki Wojennej w helskiej szkole do Gdyni, a którejś bliżej niesprecyzowanej nocy przywiózł na Hel rannych z oksywskiego szpitala w Babich Dołach). Poza tym brał udział w obronie przeciwlotniczej i spełniał dodatkowe zadania, jak na przykład udział w testach okrętu podwodnego ORP „Ryś” w dniu 7 września. Doznał on wskutek obrzucenia bombami głębinowymi uszkodzeń zbiorników paliwa i, po doraźnym zlikwidowaniu wycieku na Helu, wyszedł w morze razem z „Batorym”, którego zadaniem było sprawdzić, czy za okrętem podwodnym nie ciągnie się smuga paliwa, zdradzająca jego położenie. 
10 września Flotylla Straży Granicznej została rozformowana, uzbrojenie zdjęto z jednostek i wraz z załogami wykorzystano na lądzie.

## Dalsze losy jednostek Flotylli
„Ślązak” po zaciekłej walce w osłonie ewakuacji ludności polskiej na lewy brzeg Wisły w okolicy Gniewu, został zatopiony przez własną załogę wieczorem 1 września 1939 w Wiśle. Wydobyty przez Niemców był przez nich przez pewien czas użytkowany, a jego dalsze losy są nieznane.
„Batory” i motorówki patrolowe „Kaszub” i „Mazur” zostały wykorzystane nocą z 1 na 2 października 1939 do prób ucieczki z kapitulującego Helu na Gotlandię. 
Motorówki zostały wykryte, ostrzelane i zmuszone do zawrócenia, po czym samozatopione przez załogi niedaleko brzegu. Niemcy je wydobyli i użytkowali przez czas wojny. Po wojnie udało się sprowadzić do Polski jedną z nich, która od 1947 służyła w Wojskach Ochrony Pogranicza, po czym została zezłomowana w 1959.
„Batory” zdołał dotrzeć do Szwecji, gdzie został internowany. Rewindykowany w 1945, od 1947 do 1969 służył w Wojskach Ochrony Pogranicza, po czym od 1959 do 1969 był jednostką szkolną Ligi Obrony Kraju na śródlądziu. Po postoju w latach 1969-1974, od 1975 był umieszczonym na lądzie okrętem-pomnikiem w porcie wojennym na Helu. W 2009 po renowacji został eksponatem Muzeum Marynarki Wojennej w Gdyni.